# Cathérine Kools
Pour les articles homonymes, voir Kools.
 (février 2023).
 (février 2023).
La mise en forme du texte ne suit pas les recommandations de Wikipédia : il faut le « wikifier ».
Les points d'amélioration suivants sont les cas les plus fréquents. Le détail des points à revoir est peut-être précisé sur la page de discussion.
- Les titres sont pré-formatés par le logiciel. Ils ne sont ni en capitales, ni en gras.
- Le texte ne doit pas être écrit en capitales (les noms de famille non plus), ni en gras, ni en italique, ni en « petit »…
- Le gras n'est utilisé que pour surligner le titre de l'article dans l'introduction, une seule fois.
- L'italique est rarement utilisé : mots en langue étrangère, titres d'œuvres, noms de bateaux, etc.
- Les citations ne sont pas en italique mais en corps de texte normal. Elles sont entourées par des guillemets français : « et ».
- Les listes à puces sont à éviter, des paragraphes rédigés étant largement préférés. Les tableaux sont à réserver à la présentation de données structurées (résultats, etc.).
- Les appels de note de bas de page (petits chiffres en exposant, introduits par l'outil «  Source ») sont à placer entre la fin de phrase et le point final[comme ça].
- Les liens internes (vers d'autres articles de Wikipédia) sont à choisir avec parcimonie. Créez des liens vers des articles approfondissant le sujet. Les termes génériques sans rapport avec le sujet sont à éviter, ainsi que les répétitions de liens vers un même terme.
- Les liens externes sont à placer uniquement dans une section « Liens externes », à la fin de l'article. Ces liens sont à choisir avec parcimonie suivant les règles définies. Si un lien sert de source à l'article, son insertion dans le texte est à faire par les notes de bas de page.
- La présentation des références doit suivre les conventions bibliographiques. Il est recommandé d'utiliser les modèles {{Ouvrage}}, {{Chapitre}}, {{Article}}, {{Lien web}} et/ou {{Bibliographie}}. Le mode d'édition visuel peut mettre en forme automatiquement les références.
- Insérer une infobox (cadre d'informations à droite) n'est pas obligatoire pour parachever la mise en page.

Pour une aide détaillée, merci de consulter Aide:Wikification.
Si vous pensez que ces points ont été résolus, vous pouvez retirer ce bandeau et améliorer la mise en forme d'un autre article.
Cathérine Kools ( 21 août 1981 ) est une actrice flamande .
Kools s'est fait connaître dans Vaneigens, le dernier acte de Man bijt hond, réalisé par Jan Eelen. Depuis lors, elle a interprété divers rôles d'invités dans Heterdaad, Recht op Recht, Thuis et Aspe, entre autres. À partir de septembre 2004, elle a joué le rôle de Lotte dans Wittekerke. Elle a précédemment joué un rôle principal dans Vergeten Straat de Luc Pien et le rôle-titre dans Ellektra de Rudolf Mestdach. En 2007, elle était Mensonges à Firmin, réalisé par Dominique Deruddere.
En 2008, elle participe à la deuxième saison de Steracteur Sterartiest . Entre 2007 et 2010, elle est apparue dans le film Vermist et deux saisons de la série télévisée du même nom qui ont suivi. De plus, elle a eu un rôle invité dans David en 2010.
À partir d'avril 2013, elle a joué le rôle principal, Leen Van den Bossche, dans la série Familie. 
En 2018, elle a interpreté le rôle de Juno dans le film Nachtwacht: De poort der zielen.

## Filmographie
- Vergeten straat (1999) - dans le rôle de Hermine
- Heterdaad (1999) - dans le rôle de Joke Prinsen
- Recht op Recht (2001) - dans le rôle de Simone Winkelman
- Thuis (2003) - dans le rôle de Xaria
- Ellektra (2004) - dans le rôle de Ellen/Ellektra
- Wittekerke (2004-2008) - dans le rôle de Lotte Vandenbroecke
- Sam (2005) - dans le rôle de Leni
- Aspe (2006) - dans le rôle de Lotte Somers
- En daarmee basta! (2006) - dans le rôle de Saartje
- Firmin (2007) - dans le rôle de Lies
- Vermist (2007-2012) - dans le rôle de l'inspectrice Milly Lacroix
- I.V.F (2007) - comme infirmière
- David (2010) - dans le rôle de Sophie Van den Bossche
- Witse (2011) - dans le rôle de Sophie Koninckx
- Zone Stad (2012) - dans le rôle de Lore De Keyser
- Danni Lowinski (2012) - dans le rôle de Jolien Vandenberghe
- Familie (2013-2018) - dans le rôle de Leen Van den Bossche
- Professor T. (2015) - dans le rôle de Tiny Mertens
- Nachtwacht: De Poort der Zielen (2018) - dans le rôle de Juno